# ماکسیمو هرناندز
ماکسیمو هرناندز (انگلیسی: Máximo Hernández; ۱۱ اوت ۱۹۴۵ – ۲۲ مارس ۲۰۲۰) بازیکن فوتبال اهل اسپانیا بود.
از باشگاه‌هایی که در آن بازی کرده‌است می‌توان به باشگاه فوتبال سلتاویگو، باشگاه فوتبال اسپورتینگ خیخون، و باشگاه فوتبال رایو وایکانو اشاره کرد.